# Форпікд
Форпікд (англ. Mount Fourpeaked) — активний стратовулкан, розташований на Алясці, входить до складу Алеутської вулканічної дуги.
Висота — 2105 м. над рівнем моря.
Вважався давно згаслим вулканом і, на думку багатьох геологів, вивергався більш ніж 10 000 років тому. Однак 17 вересня 2006 року він почав виявляти активність.